# Saint-Sulpice-de-Pommiers
Saint-Sulpice-de-Pommiers är en kommun i departementet Gironde i regionen Nouvelle-Aquitaine i sydvästra Frankrike. Kommunen ligger i kantonen Sauveterre-de-Guyenne som tillhör arrondissementet Langon. År 2022 hade Saint-Sulpice-de-Pommiers 271 invånare.

## Befolkningsutveckling
Antalet invånare i kommunen Saint-Sulpice-de-Pommiers
Referens:INSEE